# Xiangsi Dao
Xiangsi Dao (chinesisch 相思島 ‚Sehnsuchtsinsel‘) ist eine kleine Insel aus blankem Fels vor der Ingrid-Christensen-Küste des ostantarktischen Prinzessin-Elisabeth-Lands. Sie liegt vor dem nordwestlichen Ausläufer der Halbinsel Stornes.
Chinesische Wissenschaftler benannten sie im Jahr 1993. Hintergrund der Benennung ist offenbar eine auf der Insel befindliche Felsformation, die an ein Liebespaar erinnert.